# Katarzyna Kołodziejska
Katarzyna Kołodziejska, z domu Koniuszaniec (ur. 10 stycznia 1985 w Elblągu) – polska piłkarka ręczna, występująca na pozycji skrzydłowej, reprezentantka Polski, mistrzyni Polski (2012).

## Życiorys

### Kariera klubowa
Jest wychowanką klubu MKS Truso Elbląg, od 2002 występowała w Starcie Elbląg, od 2006 w Dableksie AZS AWFiS Gdańsk (zdobywając wicemistrzostwo Polski w 2008), od stycznia 2009 do końca sezonu 2012/2013 w Vistalu Gdynia, z którym sięgnęła kolejno po dwa brązowe medale mistrzostw Polski (2010, 2011) i mistrzostwo Polski (2012). W sezonach 2013/2014 i 2014/2015 była ponownie zawodniczką Startu Elbląg, w sezonie 2015/2016 występowała w AZS Koszalin. Na początku października 2016 rozwiązała kontrakt z koszalińskim klubem i od grudnia tego roku była zawodniczką greckiego PAOK Saloniki. Z greckim zespołem zagrała w przegranym finale ligi sezonu 2016/2017, w sezonach 2016/2017 i 2017/2018 była zawodniczką tureckiej drużyny Kastamonu Belediyesi Gençlik SK, w lipcu 2018 roku postanowiła wrócić na stałe do Gdyni, gdzie związała się z Arką.

### Kariera reprezentacyjna
Z młodzieżową reprezentacją Polski (U-19) zajęła 8. miejsce na mistrzostwach Europy w 2004. W 2009 została akademicką mistrzynią świata, na akademickich mistrzostwach świata w 2008 zajęła z drużyną 10. miejsce. W reprezentacji Polski seniorek debiutowała 16 października 2008 w towarzyskim spotkaniu z Austrią. W 2013 wystąpiła na mistrzostwach świata, zajmując z drużyną 4. miejsce. W 2014 wzięła ślub w tym samym dniu, co mecz reprezentacji Polski z Czechami w kwalifikacjach do mistrzostw Europy w 2014, co kosztowało ją utratę miejsca w drużynie narodowej, w tym występ na mistrzostwach Europy. Do reprezentacji wróciła w maju 2015, ostatni raz wystąpiła w niej 4 czerwca 2016 w ostatnim meczu Kima Rasmussena jako trenera polskiej drużyny.

## Życie prywatne
14 czerwca 2014 wzięła ślub z Mateuszem Kołodziejskim (ur. 20 sierpnia 1986), piłkarzem m.in. Arki Gdynia, Olimpii Elbląg, Gwardii Koszalin i Bałtyku Gdynia.